# Bingen, Sigmaringen
Bingen är en kommun (tyska Gemeinde) i Landkreis Sigmaringen i förbundslandet Baden-Württemberg i Tyskland. Folkmängden uppgår till cirka 2 800 invånare, på en yta av 37 kvadratkilometer. Kommunen består av ortsdelarna (tyska Ortsteile) Bingen, Hitzkofen, Hochberg och Hornstein.
Kommunen ingår i kommunalförbundet Sigmaringen tillsammans med staden Sigmaringen och kommunerna Beuron, Inzigkofen, Krauchenwies och Sigmaringendorf.